# Pierre Jodlowski
Pierre Jodlowski (Tolosa de Llenguadoc, França, 9 de març de 1971) és un compositor francès.
Ha col·laborat amb conjunts com l'Ensemble Intercontemporain, Ictus, KNM, Ars Nova, Proxima Centauri o Court-circuit. També col·labora amb músics com J. Geoffroy, C. Jullion i W. Latchoumia per a compondre obres i fer recerca explorant noves tècniques instrumentals. Jodlowski ha rebut encàrrecs de l'IRCAM, Ensemble Intercontemporain, el Ministeri de Cultura francès, Akademie der Künste (Berlin), GRM, Donaueschingen Festival, Radio France, Siemens Foundation, l'Òpera de Tolosa, Royaumont Foundation i el festival Venice Biennale. Ha guanyat diversos premis internacionals, com dos premis SACEM, i va estar en residència a l'Acadèmia de les Arts de Berlín del 2003 al 2004.

## Obra
- Cinq Poèmes de Jacques Dupin, 1993
- Éclats de ciel, 1995
- Vola, 1995
- L'Envers du décor, 1995
- IRMA, 1995
- Mise en bouche acousmatique, 1996
- Lignes d'incidences, 1996
- Focales, 1997
- Dialog/No Dialog, 1997
- À John, Chorus III, 1998
- De front, 1999
- Tryptique à la nuit, 2000
- Mendel, 2000
- La grève, 2000
- Forfaiture, 2000
- Figures pour un espace en mouvement, 2000
- Mental Vortex, 2001
- Is it is ?, 2001
- Barbarismes, Trilogie de l'an mil, 2001
- N, N, N, 2002
- Mixtion, 2002
- People/Time, 2003
- Géo-métries, 2003
- Chorus 1A, 2003
- Berlin, mémoires aléatoires, 2003
- Mecano 1, 2004
- In [et] Out 1, 2004
- Série noire, 2005
- Lifetime, 2005
- Labyrinthe, 2005
- Time and Money, 2006
- Le grand dehors, 2006
- Artaud Corpus fragments, 2006
- 60 Loops, 2006
- Wind, 2007
- Série blanche, 2007
- Drones, 2007
- Cycle des rituels, 2007
- Criogenesis, 2007
- Collapsed, 2007
- 24 Loops, 2007
- Respire, 2008
- Limite Circulaire, 2008
- Coliseum, 2008
- Suite 54, 2009
- Passage, 2009
- Narcisse - O, 2009
- Jour 54, 2009
- Le royaume d'en bas, 2010
- GrainStick 2.0, 2010
- Ghost woman, 2010
- Typologies du regard, 2011
- Série-C, 2011
- L'aire du dire, 2011
- Série rose, 2012
- Something out of Apocalypse, 2012
- Hyperspeed disconnected motions, 2012
- Série bleue, 2013
- Ombre della Mente, 2013
- Le dernier songe de Samuel Beckett, 2013
- Post Human Computation, 2014
- Induction, 2014
- Twins Peak, 2015
- Soleil noir, 2015
- Lesson of Anatomy n°1, 2015
- Ultimatum, 2016
- This leads to an emotional stasis, 2016
- Tadmor, 2016
- Soleil blanc, 2016
- Cinq Poèmes de Jacques Dupin, 1993
- Éclats de ciel, 1995
- Vola, 1995
- L'Envers du décor, 1995
- IRMA, 1995
- Mise en bouche acousmatique, 1996
- Lignes d'incidences, 1996
- Focales, 1997
- Dialog/No Dialog, 1997
- À John, Chorus III, 1998
- De front, 1999
- Tryptique à la nuit, 2000
- Mendel, 2000
- La grève, 2000
- Forfaiture, 2000
- Figures pour un espace en mouvement, 2000
- Mental Vortex, 2001
- Is it is ?, 2001
- Barbarismes, Trilogie de l'an mil, 2001
- N, N, N, 2002
- Mixtion, 2002
- People/Time, 2003
- Géo-métries, 2003
- Chorus 1A, 2003
- Berlin, mémoires aléatoires, 2003
- Mecano 1, 2004
- In [et] Out 1, 2004
- Série noire, 2005
- Lifetime, 2005
- Labyrinthe, 2005
- Time and Money, 2006
- Le grand dehors, 2006
- Artaud Corpus fragments, 2006
- 60 Loops, 2006
- Wind, 2007
- Série blanche, 2007
- Drones, 2007
- Cycle des rituels, 2007
- Criogenesis, 2007
- Collapsed, 2007
- 24 Loops, 2007
- Respire, 2008
- Limite Circulaire, 2008
- Coliseum, 2008
- Suite 54, 2009
- Passage, 2009
- Narcisse - O, 2009
- Jour 54, 2009
- Le royaume d'en bas, 2010
- GrainStick 2.0, 2010
- Ghost woman, 2010
- Typologies du regard, 2011
- Série-C, 2011
- L'aire du dire, 2011
- Série rose, 2012
- Something out of Apocalypse, 2012
- Hyperspeed disconnected motions, 2012
- Série bleue, 2013
- Ombre della Mente, 2013
- Le dernier songe de Samuel Beckett, 2013
- Post Human Computation, 2014
- Induction, 2014
- Twins Peak, 2015
- Soleil noir, 2015
- Lesson of Anatomy n°1, 2015
- Ultimatum, 2016
- This leads to an emotional stasis, 2016
- Tadmor, 2016
- Soleil blanc, 2016
- Diary random and pickles, 2016
- Mad max 1, 2017
- Série Rouge, 2017
- Ghostland, le territoire des ombres, 2017
- Outer space, 2018
- Ready-mad(e), 2018
- La ralentie, 2018
- San Clemente, 2019[4]